# Aappilattoq, Qaasuitsup
För Aappilattoq i Kullajeq kommun, se Aappilattoq, Kujalleq.
Aappilattoq är en by i Qaasuitsup kommun i Norra Grönland. Den ligger på nordvästra sidan av en ö med samma namn, och hade 176 invånare 2015, varav de flesta försörjer sig på fiske. I byn finns bland annat butik, kiosk, fiskfabrik, elverk, vattenverk och skola.

## Historia
Handelsstationen på Aappilattoq grundades 1805, lades ned, men återuppstod igen 1843. Livet på ön var stundtals hårt, och 1863 dog många invånare av svält och umbäranden. Den svenske konstnären Lars Norrman bodde här en längre tid på 1930-talet, och berättade om den i sin bok "Inok" från 1957. 

## Natur
Ön Aappilattoq ligger relativt skyddat mellan ön Upernavik och inlandsisen, och har mindre vind och lite mer sol än Upernavik. Det finns gott om fisk och säl, och från Upernaviks isfjord i norr flyter en jämn ström av isberg förbi.